# 回龙镇 (习水县)
回龙镇，是中华人民共和国贵州省遵义市习水县下辖的一个乡镇级行政单位。

## 行政区划
回龙镇下辖以下地区：
回龙街道社区、回龙村、洞湾村、和平村、阳光村、九龙村、向阳村、周家村、安龙村和联丰村。